# Flora i fauna Ukrainy (seria monet)

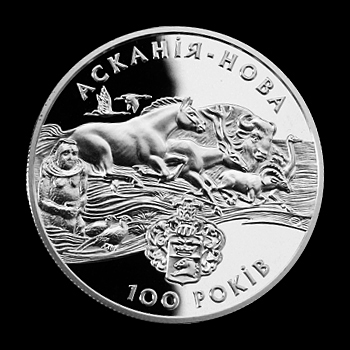
Srebrna moneta kolekcjonerska o nominale 10 hrywien, poświęcona rezerwatowi Askania Nowa

Flora i fauna Ukrainy - seria monet kolekcjonerskich emitowana przez Narodowy Bank Ukrainy, mająca na celu przedstawienie różnorodności świata przyrody tego kraju. Została ona zapoczątkowana w 1998 roku wydaniem numizmatów poświęconych setnej rocznicy założenia rezerwatu biosfery Askania Nowa. 
Na awersie prawie wszystkich monet z tej serii – srebrnych o nominale 10 hrywien i mosiężnych (CuNiZn) o nominale 2 hrywny – umieszczono herb Ukrainy otoczony wieńcem prezentującym bogactwo ukraińskiej flory i fauny, w centralnej części znajduje się napis „UKRAINA” albo „NARODOWY BANK UKRAINY”, poniżej wartość nominalna, rok emisji, na samym dole znak mennicy, a w przypadku monet srebrnych także informacja o masie i metalu. 
10-hrywniówki mają nakłady od 2 do 10 tysięcy sztuk, bite są stemplem lustrzanym w srebrze o próbie 925/1000, ich średnica wynosi 38,61 mm, a waga kruszcu – 31,1 g (1 uncja). 2-hrywniówki wydawane są w ilości od 10 do 100 tysięcy sztuk, bije się je stemplem zwykłym w tzw. nowym srebrze, mają średnicę 31 mm i wagę 12,8 g.